# Shredder
Shredder er en fiktiv person tegneserien Teenage Mutant Ninja Turtles. Han fungerer som seriens primære antagonist og turtles' primære modstander. Han leder Fodklanen.